# Margaret McDonagh, Baroness McDonagh
Margaret Josephine McDonagh, Baroness McDonagh (* 26. Juni 1961; † 24. Juni 2023) war eine britische Politikerin der Labour Party, die ab 2004 als Life Peeress Mitglied des House of Lords war.

## Leben
Margaret McDonagh begann nach dem Schulbesuch und einem Studium 1983 eine Tätigkeit als Organisatorin in der Parteiverwaltung der Labour Party und stieg bis zur stellvertretenden Generalsekretärin der Partei auf. 1998 wurde sie als Nachfolgerin von Tom Sawyer als erste Frau Generalsekretärin der Labour Party und bekleidete diese Funktion bis zu ihrer Ablösung durch David Triesman 2001.
Durch ein Letters Patent vom 24. Juni 2004 wurde Margaret McDonagh als Life Peeress mit dem Titel Baroness McDonagh, of Mitcham and of Morden in the London Borough of Merton, in den Adelsstand erhoben. Kurz darauf erfolgte am 13. Juli 2004 ihre Einführung (Introduction) als Mitglied des House of Lords. Im Oberhaus gehörte sie zur Fraktion der Labour Party.
McDonagh war Mitglied des Aufsichtsrates der Flughafenbetriebsgesellschaft TBI plc sowie Vorstandsmitglied von AM Creative Limited. Des Weiteren war sie Direktorin der Orthopädischen Forschungs- und Bildungsstiftung (Orthopaedic Research and Education Foundation).
Ihre ältere Schwester Siobhain McDonagh ist ebenfalls Politikerin der Labour Party und vertritt seit den Unterhauswahlen vom 1. Mai 1997 den Wahlkreis Mitcham and Morden als Abgeordnete im House of Commons.